# Kleszczankowate
Kleszczankowate (Spongiphoridae, syn. Labiidae) – rodzina skorków (Dermaptera) z podrzędu Neodermaptera i nadrodziny Forficuloidea.
Przedstawiciele tej kosmopolitycznej rodziny charakteryzują się obecnością pojedynczego aparatu kopulacyjnego oraz pojedynczego prącia u samców.
W Polsce występuje tylko jeden gatunek: kleszczanka (Labia minor).

## Systematyka
Kleszczankowate podzielone są na 14 podrodzin:
- Caecolbaiinae Steinmann, 1989
- Cosmogeracinae Brindle, 1982
- Geracinae Brindle, 1971
- Isolaboidinae Brindle, 1978
- Isopyginae Hincks, 1951
- Labiinae Burr, 1909
- Nesogastrinae Verhoeff, 1902
- Pericominae Burr, 1911
- Ramamurthiinae Steinmann, 1975
- Rudracinae Srivastava, 1995
- Sparattinae Verhoeff, 1902
- Spongiphorinae Verhoeff, 1902
- Strongylopsalinae
- Vandicinae Burr, 1911